# Resolutie 2232 Veiligheidsraad Verenigde Naties
Resolutie 2232 van de Veiligheidsraad van de Verenigde Naties werd met unanimiteit door de VN-Veiligheidsraad aangenomen op 28 juli 2015 en verlengde de toestemming voor de AMISOM-vredesmacht van de Afrikaanse Unie en het mandaat van de UNSOM-missie van de VN zelf in Somalië tot eind mei 2016.

## Achtergrond
In 1960 werden de voormalige kolonies Brits-Somaliland en Italiaans-Somaliland onafhankelijk en samengevoegd tot Somalië. In 1969 greep het leger de macht en werd Somalië een socialistisch-islamitisch land. In de jaren 1980 leidde het verzet tegen het totalitair geworden regime tot een burgeroorlog en in 1991 viel het centrale regime. Sindsdien beheersten verschillende groeperingen elk een deel van het land en viel Somalië uit elkaar. Toen milities van de Unie van Islamitische Rechtbanken de hoofdstad Mogadishu veroverden, greep buurland Ethiopië in en heroverde de stad. In 2007 stuurde de Afrikaanse Unie met toestemming van de Veiligheidsraad een vredesmacht naar Somalië. In 2008 werd piraterij voor de kust van Somalië een groot probleem. In september 2012 trad na verkiezingen een nieuwe president aan die met zijn regering de rol van de tijdelijke autoriteiten, die Somalië jarenlang hadden bestuurd, moest overnemen.

## Inhoud
De gevechten tegen Al-Shabaab in Somalië kostten het leven van burgers en soldaten van de Afrikaanse Unie. Ook de VN had personeel verloren bij een aanval van de terreurgroep in Garowe. Men was het eens met de secretaris-generaal dat de situatie in Somalië ongeschikt bleef voor een volwaardige VN-vredesmacht. Aldus werd de toestemming voor de vredesmacht van de Afrikaanse Unie, die in 2007 werd opgericht en 22.000 man sterk was, hernieuwd tot 30 mei 2016. Ook het mandaat van de UNSOM-ondersteuningsmissie van de VN werd tot die datum verlengd.
Verder bleef de VN AMISOM logistiek ondersteunen. De vredesmacht moest in die periode een vredesproces mogelijk maken door tegen Al-Shabaab te blijven vechten en algemeen voor veiligheid te zorgen. Hiervoor werd samengewerkt met het Nationaal Somalisch Leger, dat 10.900 man telde en verder opgebouwd werd. De missie zou ook geherstructureerd worden om efficiënter te werken. Intussen was Al-Shabaab ook actiever in het autonome Puntland, en werd overwogen de VN-steun aan het Somalische leger uit te breiden naar de 3000 manschappen van Puntland.
In 2016 had de Somalische overheid verkiezingen gepland, en het werd van belang geacht dat die tijdig doorgingen. Men bleef verder bezorgd om de mensenrechtenschendingen, straffeloosheid en humanitaire crisis in het land.

## Verwante resoluties
- Resolutie 2184 Veiligheidsraad Verenigde Naties (2014)
- Resolutie 2221 Veiligheidsraad Verenigde Naties
- Resolutie 2245 Veiligheidsraad Verenigde Naties
- Resolutie 2275 Veiligheidsraad Verenigde Naties (2016)

Lijst ·  2196 ·  2197 ·  2198 ·  2199 ·  2200 ·  2201 ·  2202 ·  2203 ·  2204 ·  2205 ·  2206 ·  2207 ·  2208 ·  2209 ·  2210 ·  2211 ·  2212 ·  2213 ·  2214 ·  2215 ·  2216 ·  2217 ·  2218 ·  2219 ·  2220 ·  2221 ·  2222 ·  2223 ·  2224 ·  2225 ·  2226 ·  2227 ·  2228 ·  2229 ·  2230 ·  2231 ·  2232 ·  2233 ·  2234 ·  2235 ·  2236 ·  2237 ·  2238 ·  2239 ·  2240 ·  2241 ·  2242 ·  2243 ·  2244 ·  2245 ·  2246 ·  2247 ·  2248 ·  2249 ·  2250 ·  2251 ·  2252 ·  2253 ·  2254 ·  2255 ·  2256 ·  2257 ·  2258 ·  2259